# Amata lütkemeyeri
Amata lütkemeyeri är en fjärilsart som beskrevs av Hermann Stauder 1921. Amata lütkemeyeri ingår i släktet Amata och familjen björnspinnare. Inga underarter finns listade i Catalogue of Life.